# Too Much Too Soon
Too Much Too Soon es el segundo álbum de estudio de la banda estadounidense de hard rock New York Dolls, publicado a través de Mercury Records el 10 de mayo de 1974. La banda no quedó del todo satisfecha con su primer disco homónimo, por lo que el líder del grupo David Johansen decidió contratar al veterano productor discográfico Shadow Morton para Too Much Too Soon. Morton había quedado desencantado por la industria musical, pero se vio motivado por la energía de la banda y aceptó el trabajo. Grabaron el disco en los estudios A&R de Nueva York.
A pesar de que New York Dolls sentían afinidad con Morton, grabaron poco material original con él y para completar Too Much Too Soon, hicieron versiones de antiguas canciones y volvieron a grabar algunas demos. Johansen impersonó distintos personajes mientras cantaba las versiones novedad y Morton incorporó muchos efectos de sonido y coros femeninos en la producción de las mismas. Para el disco, el guitarrista líder Johnny Thunders compuso y regrabó "Chatterbox", que suposo la primera grabación en la que ejercía de vocalista principal.
Las ventas del disco fueron escasas y solo llegó al puesto número 167 de la lista estadounidense Billboard 200. Después de una gira problemática, Mercury rescindió su contrato con la banda y estos se separaron pocos años después. La mayoría de los críticos escribieron reseñas positivas sobre el disco y algunos de ellos hablan de que la producción de Morton resaltó el crudo sonido de la banda, por lo cual superó a su disco debut. Al igual que su primer disco, Too Much Too Soon se convirtió en un disco muy popular dentro de la escena rock y muchos críticos lo consideran uno de los discos precursores del punk rock.

## Antecedentes

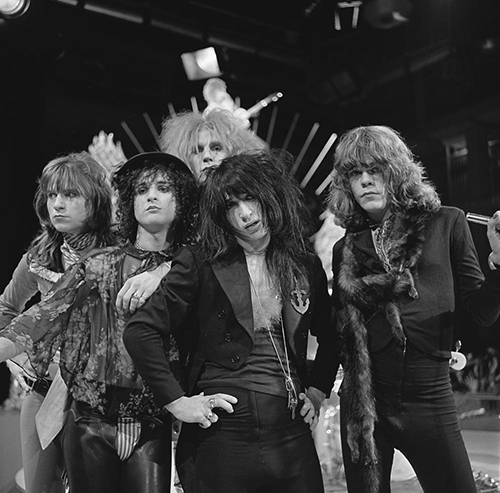
New York Dolls en 1973.

Después de firmar por Mercury Records, New York Dolls publicaron su álbum debut homónimo en 1973 con pocas ventas. A pesar del elogio de los críticos, los miembros de la banda no quedaron satisfechos con el trabajo del productor Todd Rundgren y tuvieron reticencias de volver a trabajar con él en la grabación de Too Much Too Soon. En principio, pensaron en la pareja de compositores y productores Jerry Leiber y Mike Stoller para producir su segundo disco, mientras que el guitarrista Johnny Thunders quería producirlo él mismo. De cualquiera de las maneras, Leiber y Stoller decidieron retirarse del proyecto poco antes. La banda se reunió con el A&R de Mercury Paul Nelson en Media Sound Recording Studios y grabaron catorce canciones, siendo la mayoría de ellas versiones.
Por recomendación de Leiber y Stoller, el líder de la banda David Johansen pidió al veterano productor Shadow Morton que se hiciese cargo de la producción de Too Much Too Soon. Morton era conocido por su trabajo con The Shangri-Las, de quienes New York Dolls eran seguidores, y fue en primera instancia la elección de Johansen. Morton estaba desencantado con la industria musical y lo tomó como un reto personal: "New York Dolls tenían mucha energía, con una disciplina extraña. Les cogí como un reto. Estaba aburrido de la música y la industria. Desde luego, The Dolls te pueden sacar del aburrimiento".

## Grabación y producción
| "Estábamos forzándonos. Corríamos 26 horas al día. Tenían una gran cantidad de energía. Dios, me acuerdo de los escándalos en el estudio ... ¡la palabra intenso no es suficientemente intensa! Les dejé hacer lo que hacían con naturalidad y simplemente intenté capturar algo de eso en la grabación".—Shadow Morton, hablando de la grabación |

Con Morton, New York Dolls grabó Too Much Too Soon en 1974 en los estudios A&R de Nueva York. Deswpués se masterizó en Sterling Sound y Masterdisk. Durante las sesiones de grabación, Morton hizo que Johansen grabase varias veces sus partes vocales y después le incorporaba efectos de sonido como gong, disparos de armas de fuego y coros femeninos. En un reportaje sobre la grabación elaborado por Melody Maker, el periodista Lenny Kaye escribió que estaban tomándose más tiempo que con el primer disco, "incorporando en ocasiones instrumentos de cuerda y trompas, siguiendo el consejo de Shadow de 'no conformarse'". Morton y la banda sentían afinidad uno a otra, ya que él encontraba la energía de la banda en el estudio refrescante, mientras que Johansen apreciaba a Morton y la forma en que hacía a su música parecer más "suelta": "Ese hombre es totalmente humilde. Piensa que nunca ha hecho algo maravilloso en su vida".
New York Dolls y Morton produjeron poco material original juntos y tuvieron que grabar versiones y volver a grabar algunas de las demos anteriores de la banda para completar Too Much Too Soon. "Babylon", "Who Are the Mystery Girls?", "It's Too Late" y "Human Being" se habían grabado con anterioridad en marzo de 1973 como demos para que Mercury les fichase. También habían grabado ya dos demos de las canciones "Teenage News" y "Too Much Too Soon" compuestas por el guitarrista Sylvain Sylvain, aunque ninguna de estas se pensaron en ser incluidas en el disco. Sylvain dijo que se enfrentó a Morton debido a esta decisión y que este le despachó con celeridad: "No tomó tiempo conmigo y me dijo que le habían dicho que solo escuchase a David Johansen y Johnny Thunders. No me quiso decir quién se lo había dicho, pero obviamente fueron los mánager. Simplemente me marché, todo me estaba volviendo loco".

## Música y letras

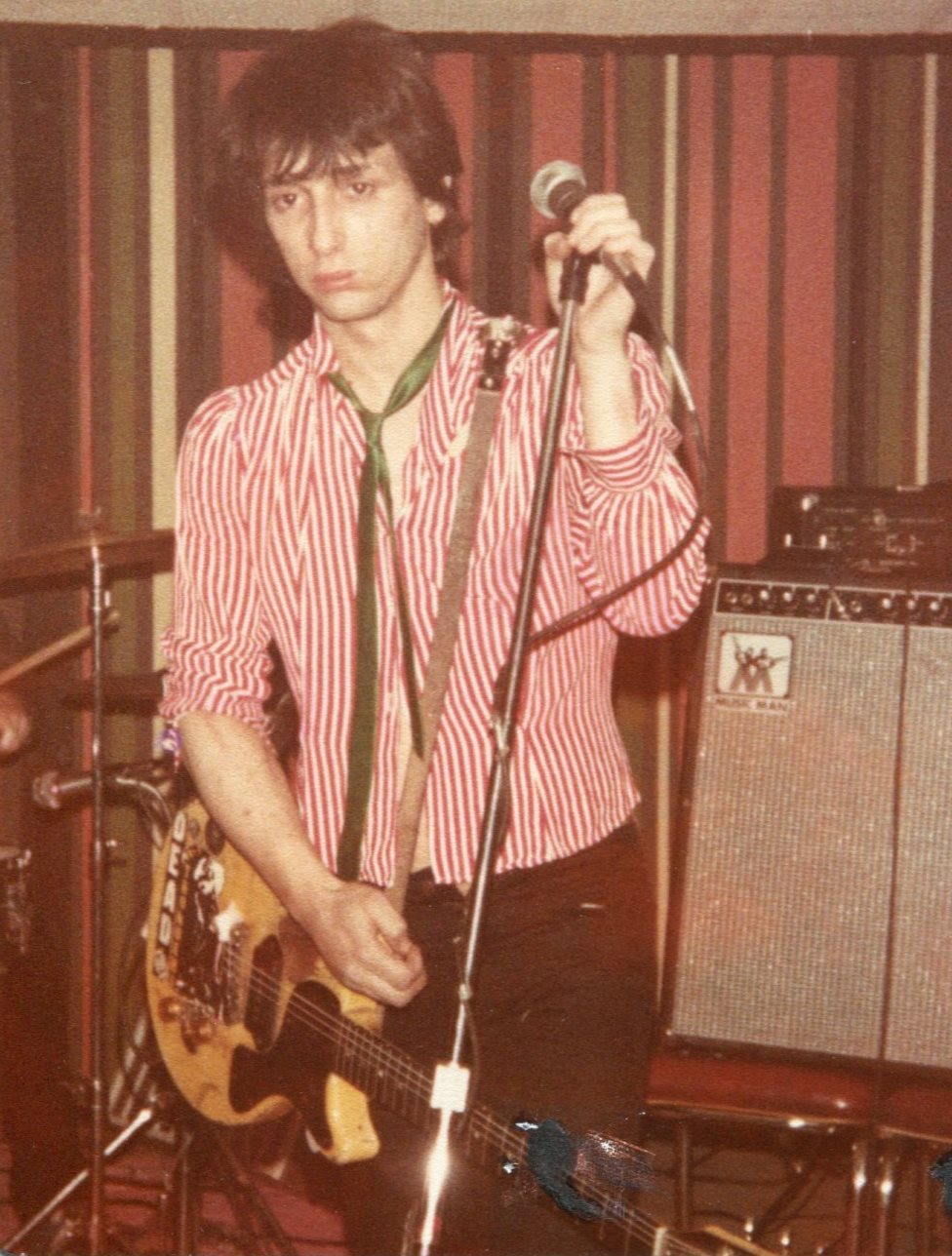
El guitarrista Johnny Thunders (fotografiado en 1979) compuso y cantó "Chatterbox".

Según la revista Billboard, Too Much Too Soon es otro disco de hard rock de New York Dolls, pero con una producción más "sofisticada". La periodista musical Nina Antonia escribió que debido al "salvajismo incontrolable" del grupo, el disco sigue sonando excéntrico a pesar de los intentos de Morton por "pulir" su sonido, como atenuando su, de otra manera, basta forma de tocar guitarra. El álbum contiene versiones del éxito de 1956 de The Cadets "Stranded in the Jungle", la canción de 1969 "There's Gonna Be a Showdown" de Archie Bell y de "Don't Start Me Talkin'" de Sonny Boy Williamson. En las versiones novedad, Johansen imitó personajes como el bailarín en "(There's Gonna Be A) Showdown" y Charlie Chan en "Bad Detective". En "Stranded in the Jungle", alterna entre un marginado cómico y un hombre lascivo en un callejón de enamorados. El periodista Ellen Willis comentó que, al igual que la canción de 1973 "Personality Crisis", "Stranded in the Jungle" sugiere una temática de "culturas contrastante y el dilema de preservar la singularidad de uno mismo, mientras se acerca a otros".
En "Babylon", Johansen escribió las letras en tributo a los seguidores de New York Dolls de Nueva York: Nina Antonia dijo que "[la canción] es sobre la gente que vive en Babylon, Long Island, Nueva York, quienes vienen a la ciudad cada noche vestidos para matar. Esta gente tiene que conseguir algo antes del amanecer, sabes, como los vampiros a quienes no puede darles el sol". Por lo contrario, los periodistas de la revista Spin Eric Weisbard y Craig Marks interpretan "Babylon" como una referencia a la ciudad bíblica del mismo nombre, por cómo la canción retrata "el símbolo de decadencia como un santuario". La persona de la canción deja Babylon por Manhattan, donde después la contratan para trabajar en un centro de masajes.
Según el periodista Tony Fletcher, Morton podía haber sido más productivo si no hubiese sido por su alcoholismo y los estilos de vida de la banda, ya que el bajista Arthur Kane también era alcohólico, mientras que Thunders y el batería Jerry Nolan eran heroinómanos. Robert Christgau comentó que pensaba que New York Dolls decidieron hacer versiones para el disco porque "como tantos compositores soberbios, David Johansen sobrecargó su álbum debut con temas originales y después se dio cuenta de que la actividad de promocionarlo no era muy compatible con componer nuevos temas". El periodista inglés Clinton Heylin dijo que su incapacidad de vender discos posiblemente les había desalentado para componer canciones nuevas.
"It's Too Late" es una canción sobre la nostalgia de la moda y hace referencia a la actriz Diana Dors con una letra que reprocha el consumo de drogas. Según Antonia, la canción critica a la gente indiferente y decadente que no puede, como canta Johansen, "parlez New York français". En "Who Are the Mystery Girls?" se mete con aquellos que abusan del amor, queriendo "patearlo hasta el suelo" y "apalearlo como a una alfombrilla". "Puss 'n' Boots" se titula así en honor a una revista erótica ilustrada que se vendía en la época. Johansen dijo que la canción tartaba sobre el retifismo.
Thunders compuso y aportó la voz principal en "Chatterbox", quien según Willis "usa su voz como un instrumento de lamentaciones" de forma similar al cantante de rock Robert Plant. La canción significó la primera aportación de Thunders como cantante principal de la banda y Weisbard y Marks dijeron que la cantó con un tembloroso, pero orgulloso acento neoyorquino. La letra trata la creciente frustración del narrador a través de un teléfono con una señorita. En "Human Being", un oda al respeto a uno mismo y la libertad personal, Thunders entra con su guitarra tocando una variación de la canción de Bill Doggett de 1956 "Honky Tonk". En la canción Johansen habla sobre los que criticaban a la banda, diciéndoles que si le encontraban desagradable deberían buscarse "un santo", "un chico que no va a ser lo que yo" y una "muñeca de plástico con una capa nueva de pintura que soporte la locura y siempre actúe de forma pintoresca".

## Lanzamiento y promoción
Too Much Too Soon se titula así por la biografía del mismo nombre sobre la actriz Diana Barrymore. Según el musicólogo Jon Savage, el título es "más aplicable a los mismos Dolls" debido al alcoholismo y otros problemas de la banda, incluyendo la adicción a la heroína de Thunders y contracción de hepatitis de Nolan. En la sección interior del LP se incluye una dedicatoria a Barrymore. Para la portada, rompió con la imagen drag de su primer disco en favor de una foto revelada de uno de sus conciertos. En la foto, Thunders sostiene una muñeca, amenazando con estrellarla contra su guitarra.
Too Much Too Soon se publicó el 10 de mayo de 1974 y volvió a ser una decepción comercial para New York Dolls, ya que solo llegó al puesto número 167 de la lista Billboard 200, muy por debajo de las expectativas de Mercury, vendiendo menos de 100 000 copias. Para promocionar el disco se publicaron "Stranded in the Jungle" / "Who Are the Mystery Girls?" en julio y "(There's Gonna Be A) Showdown" / "Puss 'n' Boots" en septiembre, en vinilo de 7", aunque ninguno de los dos llegó a entrar en las listas de venta. Según Antonia, la selección de estos sencillos demuestra cómo "The Dolls necesitaban de un sencillo que fuese un hit y su productor quería verles lograrlo", haciendo las canciones que tocaban en directo de forma estruendosa más amigables para la radiodifusión moderándolas en sus versiones de estudio. Joe Gross escribió en The New Rolling Stone Album Guide (2004) que el intento de la banda de ganar radiodifusión contratando a Morton no funcionó porque "con un sonido impermeable, coros y riffs más limpios, Dolls simplemente sonaban más cutres".
Cuando Too Much Too Soon se lanzó en Europa en julio, New York Dolls tocaron en el Buxton Festival de Derbyshire y el Rock Prom Festival de Olympia de Londres. También se embarcaron en una segunda gira estadounidense, que solo duró unos meses. Estuvo lleno de conciertos cancelados y conflictos entre los miembros de la banda, en gran medida por sus adicciones al alcohol y otras drogas. Debido al alcohol, no pudieron empezar las sesiones de grabación pensadas para su tercer disco de estudio después de la gira y, para 1975, Mercury les rescindió el contrato y pocos años después se acabó la banda.

## Recepción de la crítica
Too Much Too Soon recibió, en general, buenas críticas de la prensa especializada. En la reseña de Dave Marsh de Rolling Stone denominó a New York Dolls como la banda que lideraba el hard rock en Estados Unidos y destacó la competente forma de tocar la batería de Nolan, la habilidad de Johansen para profundizar en sus personajes y la innovadora manera de tocar de Thunders. Marsh alabó especialmente la guitarra de Thunders en "Chatterbox", diciendo que "es un clásico" y que incluso las canciones más descaradas sonaban exitosas debido a que la producción de Morton resaltaba las calidades musicales sin refinar de la banda. En la revista Creem, Christgau dijo que el sonido pulido de la grabación preservaba la crudeza de la banda, especialmente en el caso de la voz de Johansen y la batería de Nolan y remarcó que Rundgren "debería de estar avergonzado". Añadió que "Shadow Morton ha sacado más de The Dolls de lo que jamás podrían darnos en vivo, ni siquiera en su mejor noche". Robert Hilburn de Los Angeles Times pensó que Too Much Too Soon era un álbum mejor producido, que probaba que la banda era "de verdad", diciendo que era el mejor disco burlón de punk rock desde Exile on Main St. (1972) de The Rolling Stones. En el The New Yorker, Ellen Willis escribió que había aprendido a preciar Too Much Too Soon más que New York Dolls, después de ver a la banda tocar las canciones de este último en directo, particularmente "Human Being" y "Puss 'n' Boots", mientras que Ron Ross de la revista Phonograph Record dijo que "la facilona sensibilidad irónica" de la banda se expresaba "mucho más accesible y amenamente" aquí que en su álbum debut.
Algunos fueron más críticos con Too Much Too Soon alegando la mala grabación y la sobreproducción del sonido. En una reseña negativa de NME, Nick Kent dijo que sonaba abarrotado e "impregnado de potencial no realizado", mientras que la revista Circus comentó que el disco "chirría pieza tras pieza". Sin embargo, Pazz & jop lo incluyó entre los diez mejores discos de 1974, en una encuesta realizada entre críticos estadounidenses y que se publicaba anualmente en The Village Voice. Willis, uno de los críticos encuestados, lo posicionó en el lugar número cinco de la lista. Christgau, creador y supersivor de la encuesta, lo puso en el puesto tres y, en una encuesta de la década de los años 70 hecha también para The Village Voice, lo puso en el cuarto puesto. El crítico de Los Angeles Times Richard Cromelin lo incluyó en su lista de discos favoritos de la década y comentó que la producción de Morton ayudó a que fuese ligeramente mejor que New York Dolls.
Al igual que New York Dolls, Too Much Too Soon se convirtió en un álbum de rock de culto. Según el redactor jefe de AllMusic, Stephen Thomas Erlewine, el grupo en el disco antedata el punk rock con su "alegre sordidez y sonido insensato", que dijo que se embelleció con los detalles de producción de Morton y puso como ejemplo de "musicalidad visceral y peligrosa" canciones como "Human Being". En 1986, la revista Sounds lo metió en su lista de los cien mejores discos de todos los tiempos. Después de la reedición de Mercury de 1987, Don McLeese de Chicago Sun-Times escribió que la producción de Morton resaltó el sentido del humor de New York Dolls y cayó rendido ante la remasterización en CD. Sin embargo, sintió que Too Much Too Soon se arruinó debido al material inconsistente y lo valoró menos que el primer disco. En la reseña de la reedición, Don Waller de Los Angeles Times dijo que poco apreciado disco es un "clásico instantáneo" de New York Dolls.
En 2005, Too Much Too Soon se remasterizó y reeditó a través de Hip-O Select y Mercury, y Christgau escribió en Blender que junto a New York Dolls conforman "un legado sin precio de protopunk". Escribió que a pesar de que las mejores composiciones de Johansen se encuentran en el primer disco, Too Much Too Soon tiene hooks, letras inteligentes y excepcionales versiones de canciones, entre ellas "dos novedades R&B cuyo potencial teatral a penas se nota hasta que Dolls penetraron su esencia sagrada". Ese mismo año, el periodista musical Toby Creswell incluyó "Babylon" en su libro 1001 Songs. En la Encyclopedia of Popular Music (2006), Colin Larkin comentó que los problemas de la banda con el alcohol y otras drogas afectaron su desempeño en el disco, al cual considera "una colección carismática de himnos punk/glam-rock, normalmente entregados con indiferencia".

## Lista de canciones
| Cara A |                                 |                                 |          |  |
| N.º    | Título                          | Escritor(es)                    | Duración |  |
| 1.     | «Babylon»                       | David Johansen, Johnny Thunders | 3:31     |  |
| 2.     | «Stranded in the Jungle»        | James Johnson, Ernestine Smith  | 3:46     |  |
| 3.     | «Who Are the Mystery Girls?»    | Johansen, Thunders              | 3:08     |  |
| 4.     | «(There's Gonna Be A) Showdown» | Kenny Gamble, Leon Huff         | 3:38     |  |
| 5.     | «It's Too Late»                 | Johansen, Thunders              | 4:40     |  |

| Cara B |                          |                           |          |  |
| N.º    | Título                   | Escritor(es)              | Duración |  |
| 1.     | «Puss 'n' Boots»         | Johansen, Sylvain Sylvain | 3:06     |  |
| 2.     | «Chatterbox»             | Thunders                  | 2:25     |  |
| 3.     | «Bad Detective»          | Keni St. Lewis            | 3:39     |  |
| 4.     | «Don't Start Me Talkin'» | Sonny Boy Williamson II   | 3:13     |  |
| 5.     | «Human Being»            | Johansen, Thunders        | 5:45     |  |

## Personal
Adaptado desde las notas del álbum.

### New York Dolls
- David Johansen – voz, gong
- Arthur "Killer" Kane – bajo
- Jerry Nolan – batería, percusión
- Sylvain Sylvain – guitarra, piano, voz
- Johnny Thunders – guitarra, voz

### Personal adicional
- Album Graphics – supervisión gráfica
- Dennis Druzbik – ingeniero de sonido
- Bob Gruen – fotografía
- Gilbert Kong – masterización
- Hans G. Lehmann – fotografía
- Pieter Mazel – fotografía
- Shadow Morton – productor
- Paul Nelson – A&R
- Dixon Van Winkle – ingeniero de sonido